# Hipólito López
Hipólito López (ur. 7 lutego 1952) – honduraski lekkoatleta specjalizujący się w biegach długodystansowych, uczestnik letnich igrzysk olimpijskich.
López zajął 8. miejsce w biegu na 10 000 metrów podczas igrzysk Panamerykańskich 1975 w Meksyku. Reprezentował Honduras na Letnich Igrzyskach Olimpijskich 1976 w Montrealu. Brał udział w biegu maratońskim, w którym z czasem 2:26:00 ustanowił rekord życiowy i zajął 41. miejsce spośród 60 zawodników, którzy ukończyli rywalizację.